# Космынка (деревня)
Космынка — деревня в Дмитровском районе Московской области, в составе сельского поселения Синьковское. Население — 8 чел. (2010). До 2006 года Космынка входила в состав Кульпинского сельского округа.

## Расположение
Деревня расположена в западной части района, недалеко от границы с Солнечногорским, примерно в 20 км к западу от Дмитрова, по левому берегу речки Кимерша (правый приток Лутосни), высота центра над уровнем моря 173 м. Ближайшие населённые пункты — Клусово на юго-западе и Алабуха на юго-востоке.

## Население
| 2002 | 2006 | 2010 |
| ---- | ---- | ---- |
| 14   | ↘7   | ↗8   |